# Broadway Melody (film)
Pour les articles homonymes, voir Broadway Melody.
Pour plus de détails, voir Fiche technique et Distribution.
Broadway Melody (titre original : The Broadway Melody) - également appelé Amours de danseuses - est un film musical américain réalisé par Harry Beaumont, sorti en 1929.
Il s'agit du premier long métrage entièrement sonore. Le film a reçu l'Oscar du meilleur film lors de la 2e cérémonie des Oscars en avril 1930.

## Synopsis
Eddie Kerns recrute ses amies Harriet et Queenie Mahoney pour un spectacle à Broadway. Eddie tombe amoureux de Queenie, mais celle-ci est courtisé par Jock Warriner, un membre de la haute société.

## Fiche technique
- Titre original : The Broadway Melody
- Titre français : Broadway Melody ou Amours de danseuses (titre secondaire)
- Réalisation : Harry Beaumont
- Scénario : Norman Houston et James Gleason d'après une histoire de Edmund Goulding
- Musique : Nacio Herb Brown, Arthur Freed, George M. Cohan, Willard Robison
- Photographie : John Arnold
- Ingénieur du son : Douglas Shearer
- Montage : Sam S. Zimbalist et William LeVanway
- Production : Irving Thalberg et Lawrence Weingarten
- Société de production : Metro-Goldwyn-Mayer
- Budget : 379 000 USD (estimé)
- Société de distribution : Metro-Goldwyn-Mayer
- Pays de production :  États-Unis
- Langue : anglais
- Format : Noir et blanc - Son mono
- Genre : Film musical, drame et romance
- Durée : 110 minutes
- Dates de sortie : 
  - États-Unis :
    - 1er février 1929 (première mondiale à Los Angeles)
    - 8 février 1929 (première à New York)
    - 6 juin 1929 (sortie nationale)

  - France : 1er novembre 1929

## Distribution
- Charles King : Eddie Kearns
- Anita Page : Queenie Mahoney
- Bessie Love : Hank Mahoney
- Carla Laemmle : Coquille d'huître (non créditée)
- Jed Prouty : Oncle Jed (non crédité)
- Kenneth Thomson : Jock Warriner (non crédité)

## Commentaires
Ce film musical entièrement parlant est considérée comme le symbole de la fin de l'âge d'or du cinéma muet, qui avait débuté en 1910 et prendra fin en 1930.
La chanson Broadway Melody, composée par Arthur Freed et Nacio Herb Brown et qui donne son titre au film, a par la suite également donné son nom à plusieurs films basés sur le principe de la revue, qu'elle y soit reprise ou pas.